# Лахсен, Кабил
Кабил Лахсен (род. 31 декабря 1971) — марокканский боксёр, представитель лёгкой, полусредней и средней весовых категорий. Выступал за национальную сборную Марокко по боксу в 1989—2003 годах, чемпион Африки, участник летних Олимпийских игр в Атланте.

## Биография
Кабил Лахсен родился 31 декабря 1971 года.
Впервые заявил о себе в боксе на взрослом международном уровне в сезоне 1989 года, когда вошёл в основной состав марокканской национальной сборной и выступил на Кубке Канады в Оттаве, где в зачёте лёгкой весовой категории дошёл до стадии четвертьфиналов.
В 1996 году в полусреднем весе одержал победу на чемпионате Африки и тем самым удостоился права защищать честь страны на летних Олимпийских играх в Атланте. На Играх в стартовом поединке категории до 67 кг благополучно прошёл первого соперника по турнирной сетке эквадорца Луиса Эрнандеса, тогда как во втором бою в 1/8 финала со счётом 4:16 потерпел поражение от пуэрториканца Даниэля Сантоса, будущего многократного чемпиона мира среди профессионалов.
В 2003 году принял участие в боксёрском турнире Всемирных военных игр в Катании, где в 1/8 финала среднего веса был побеждён кенийцем Джошуа Ндере.